# Сильная фокусировка

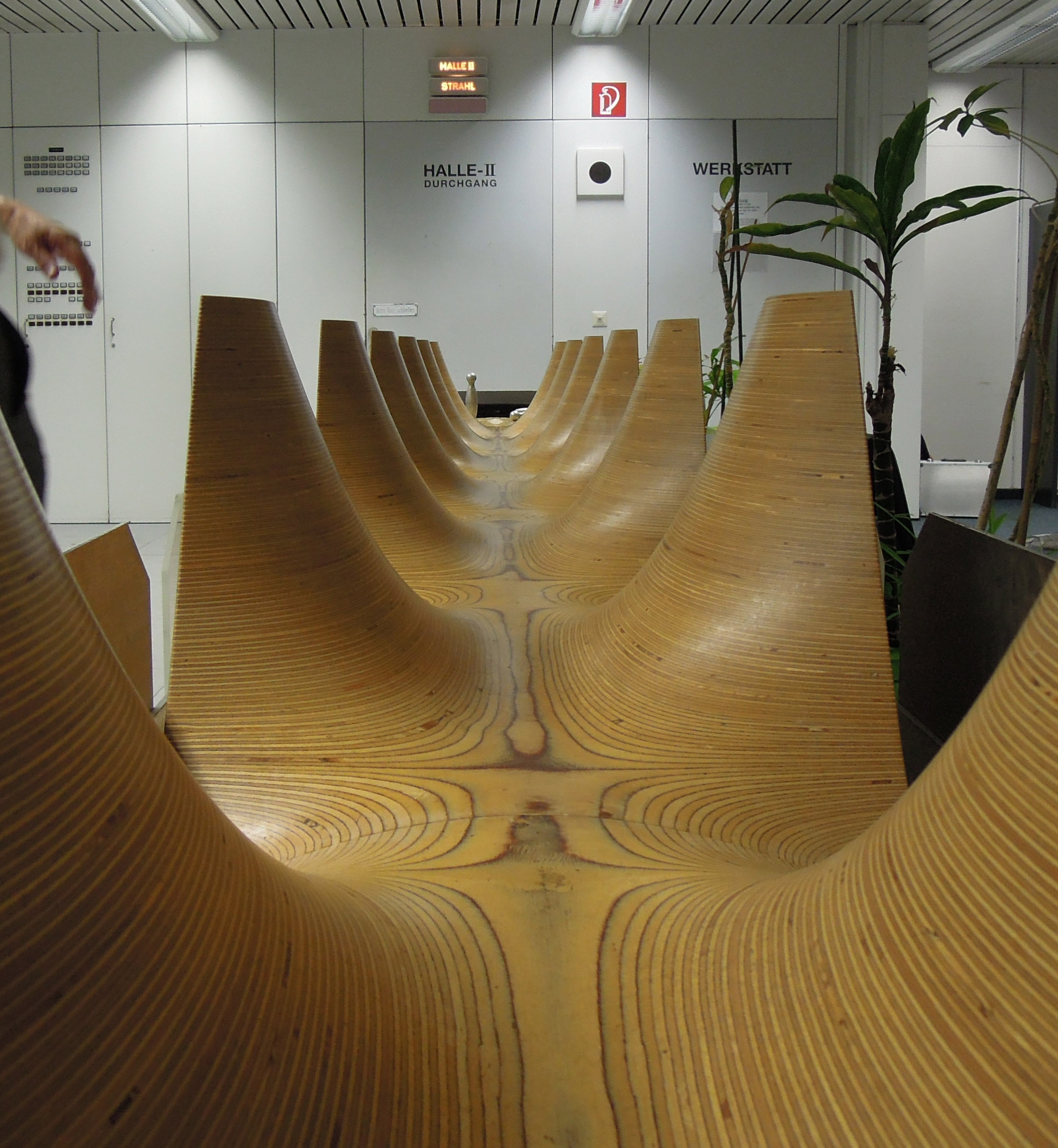
Механический аналог знакопеременного фокусирующего канала транспортировки (Лаборатория Майера-Лейбница, Мюнхен). Шарик скатывается по наклонному жёлобу, который в поперечном сечении имеет переменный то вогнутый, то выпуклый профиль. При правильном подборе параметров движение — устойчиво.

Сильная фокусировка (также жёсткая, знакопеременная фокусировка) — принцип устройства фокусирующих полей в циклических ускорителях заряженных частиц, который характеризуется большими градиентами магнитного поля, большой частотой бетатронных колебаний частицы. Принцип сильной фокусировки основан на том, чтобы отказаться от одновременной фокусировки по двум поперечным координатам (слабая фокусировка), но при этом сохранить глобальную устойчивость поперечных колебаний.
Все первые циклические ускорители были слабофокусирующими. Но для таких машин поперечный размер пучка растёт с энергией, а значит растёт размер вакуумной камеры и магнитных элементов. Последний слабофокусирующий ускоритель в физике высоких энергий, протонный синхрофазотрон в Дубне на энергию 10 ГэВ, имел вакуумную камеру, в которой мог на четвереньках пролезть человек, а вес магнита ведущего поля был свыше 30 000 тонн.
В 1952 году Э. Курант, М. Ливингстон и Х. Снайдер опубликовали работу, предлагающую принцип сильной фокусировки, который позволил обойти ограничение слабофокусирующих машин. (В действительности это было повторное открытие, поскольку принцип сильной фокусировки был предложен и запатентован в США и Греции греческим физиком Н. Христофилосом в 1950 году.) В 1960 году в Брукхейвенской национальной лаборатории заработал 33 ГэВ протонный сильнофокусирующий синхротрон AGS (англ. Alternating Gradient Synchrotron) с размером вакуумной камеры всего 1 × 2 дюйма (2,5 × 5 см).